# Pustá Kamenice
Pustá Kamenice (en allemand : Wüst Kamenitz ou Wüst Kamnitz) est une commune du district de Svitavy, dans la région de Pardubice, en République tchèque. Sa population s'élevait à 318 habitants en 2024.

## Géographie
Pustá Kamenice se trouve à 14 km à l'ouest-nord-ouest de Polička, à 28 km au nord-ouest de Svitavy, à 38 km au sud-est de Pardubice et à 124 km à l'est-sud-est de Prague.
La commune est limitée par Krouna à l'ouest et au nord, par Borová à l'est, par Pustá Rybná à l'est et au sud, et par Svratouch au sud-ouest.

## Histoire
La première mention écrite du village date de 1392.

## Galerie

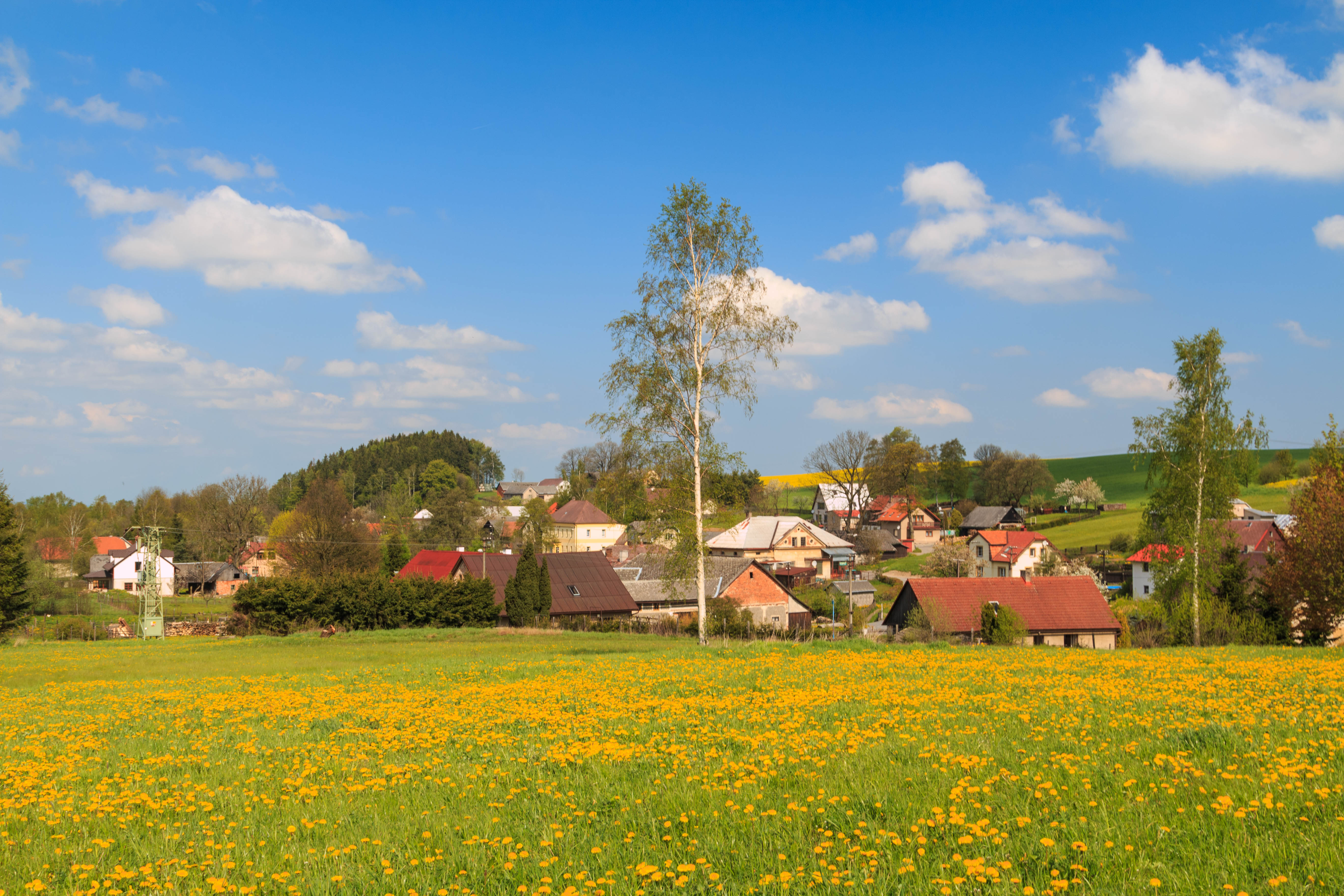
Vue du village.
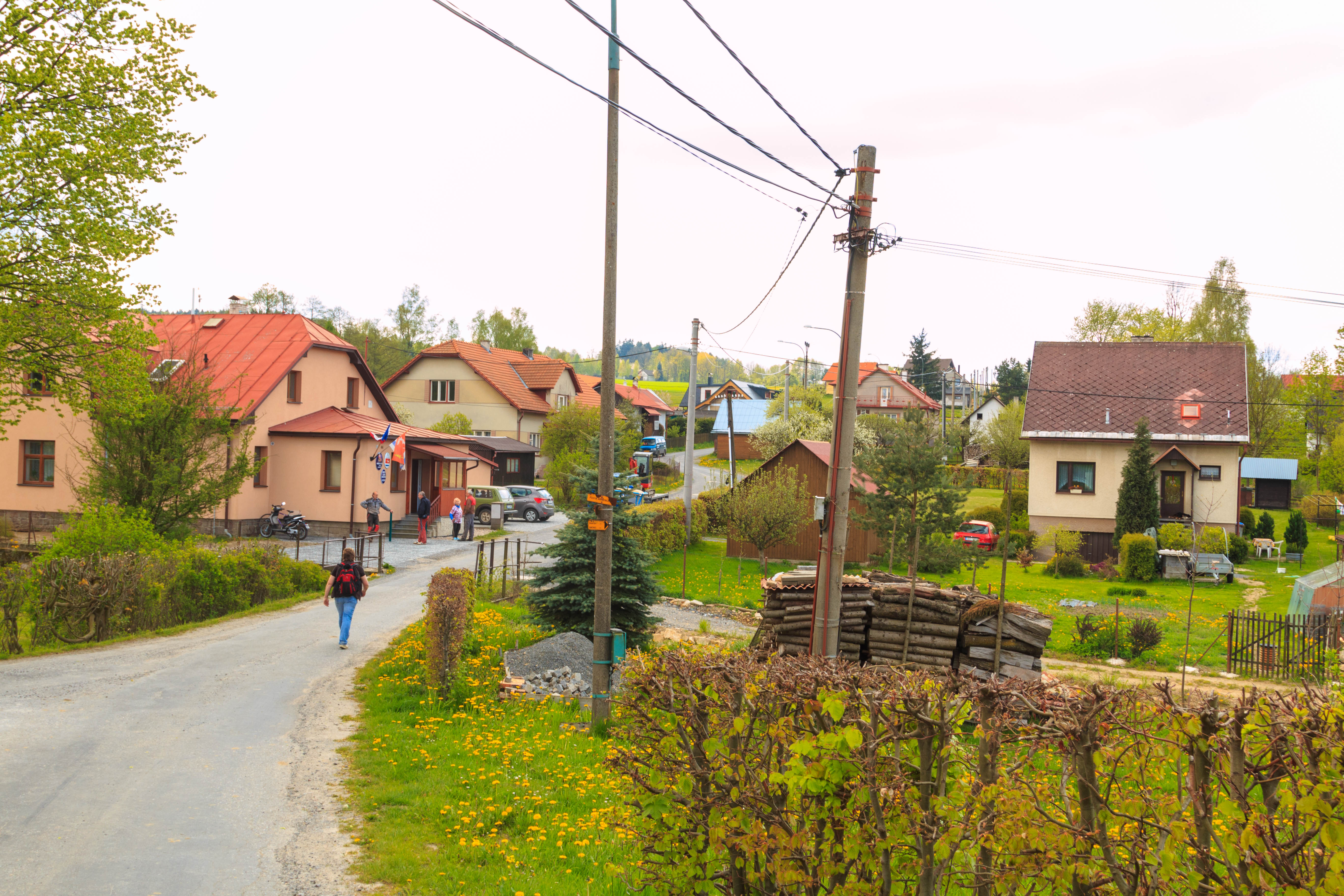
La mairie.

## Transports
Par la route, Pustá Kamenice se trouve à 13 km de Hlinsko, à 34 km de Svitavy, à 47 km de Pardubice et à 159 km de Prague.